# Cal Saprià
Cal Saprià és una obra de Juneda (Garrigues) inclosa a l'Inventari del Patrimoni Arquitectònic de Catalunya.

## Descripció
És un gran casal de planta baixa, entresolat, dos pisos i golfes, de caràcter classicista. Destaca l'equilibri compositiu de la façana principal. Al portal, d'arc rebaixat, hi ha la data 1793.